# Ouderkerk (commune)
Pour les articles homonymes, voir Ouderkerk.
Ouderkerk est une ancienne commune néerlandaise, en province de Hollande-Méridionale.

## Histoire
La commune d'Ouderkerk a été créée le 1er janvier 1985 par la fusion des communes d'Ouderkerk aan den IJssel et de Gouderak. Elle a été intégrée à Krimpenerwaard le 1er janvier 2015.